# 山田忠義
山田 忠義（やまだ ただよし、1909年1月10日 - 1999年12月31日）は、日本の実業家。ワールド・トレード・センター連合会長、日加協会会長、日米協会副会長。

## 略歴
鳥取県出身。明治大学法学部卒業。コロンビア大学大学院修了。
大学卒業後は、渋沢敬三（日本銀行総裁、大蔵大臣、渋沢栄一の孫）の秘書などを経て、1952年に八幡製鉄に入社。財界トップである日本経済団体連合会の歴代の会長・副会長を輩出する、当時の日本を代表する名門企業に40歳を過ぎてから迎えられ、以降は本社渉外部長を経て1957年に本社外務部長、1961年参与、1962年に取締役に就任。1965年のマレーシアの現地資本との合弁によるマラヤワタ・スチールの発足に際しては、世界銀行グループの国際金融公社で副会長を務めていた旧友とのパイプなどをいかして、設立に向け大きな貢献を果し、創立理事を務めた。1968年の専務取締役就任を経て、1981年まで新日本製鉄（現・新日鐵住金）上級顧問。
当時の国内産業の中心であった重厚長大系の代表的な企業の企業人として財界活動でも活躍し、日本鉄鋼協会でも幹部を務めた。
また、日本を代表する国際派財界人の一人として、ワールド・トレード・センター連合会長、日加協会会長、更に、歴代の総理大臣経験者が会長を務めていた時代の日米協会にあって、財界代表として副会長を務めた。

## 家族 親族
- 山田忠孝 次男。大英帝国勲章受章者。ボーディングスクールのフィリップス・アカデミー・アンドーヴァーから、スタンフォード大学を卒業し、更にニューヨーク大学医学部を首席で卒業。武田薬品工業取締役、クリントン財団Clinton Health Access Initiative理事長[4]。ミシガン大学アナーバー校内科学部長、ビル&メリンダ・ゲイツ財団グローバル・ヘルス・プログラム総裁、アメリカ消化器学会およびアメリカ内科外科学会会長、グラクソスミスクライン研究開発部門会長および取締役などを歴任。
- その他の親戚 新田克彦（ティファニー ・アンド・カンパニー・ジャパン初代社長）など